# Daniel Ibáñez
Daniel Ibáñez nació en 1995 en Madrid.

## Trayectoria
Ibáñez comenzó a encadenar proyectos antes de acabar sus estudios en la RESAD siendo uno de sus primeros trabajos Amar de Esteban Crespo. Otros de los trabajos destacados fue en Las leyes de la frontera o en la película internacional Terminator: Dark Fate.
En 2024 estrenó Segundo premio por el cual fue nominado al Premio Goya a mejor actor revelación.